# 승준 (1995년)
승준(본명: 이승준, 1995년 1월 13일 ~ )은 대한민국의 가수이자 WM 엔터테인먼트 소속이며 대한민국 보이 그룹 온앤오프의 서브보컬, 리드댄서를 맡고 있다.

## 음반 외 활동

### 텔레비전 예능 프로그램
- 2023년 KBS2 신상출시 편스토랑 (스페셜 MC)